# Иноземцев, Владимир Григорьевич
Владимир Григорьевич Иноземцев (29 июня 1931, Ростов-на-Дону — 9 октября 2003, Москва) — советский и российский учёный, инженер-механик, специалист в области систем управления, тяги поездов, процессов торможения. Ректор МИИТа (1985—1997). Заслуженный деятель науки Российской Федерации.

## Биография
Владимир Григорьевич родился 29 июня 1931 года в Ростове-на-Дону в семье преподавателей. После окончания в 1949 году с золотой медалью средней школы поступил в Ростовский институт инженеров железнодорожного транспорта, который окончил с отличием в 1954 году. Мастер спорта по спортивной ходьбе. В ходе выполнения дипломного проекта Владимир Григорьевич разработал оригинальный кран машиниста для управления пневматическими тормозами поезда. В дальнейшем Владимир Григорьевич поступил в аспирантуру при ЦНИИ МПС на отделение автотормозного хозяйства. На этом отделении В. Г. Иноземцев проработал с 1955 по 1975 годы младшим научным сотрудником, старшим научным сотрудником, руководителем (заведующим) отделением (с 1965 по 1975 годы). Член КПСС с 1963 года.
С 1975 по 1985 годы — заместитель директора ВНИИЖТ. 
В 1985 году приказом министра путей сообщения В. Г. Иноземцев был назначен ректором МИИТа, на этом посту работал до марта 1997 года. 
Член-корреспондент АН СССР с 1987 года. Председатель объединённого научного совета Российской АН по проблемам транспорта, академик и вице-президент Академии транспорта РФ (с 1992 года). С 1997 по 2003 годы советник министра и ректора МИИТа, а также научный руководителем научно-технического центра транспортных технологий при МИИТе.
Похоронен в Москве на Троекуровском кладбище.

## Научная деятельность
С 1955 года Владимир Григорьевич занимался повышением управляемости тормозной системы грузовых поездов. Модернизировав воздухораспределитель конструкции И. К. Матросова (тип М-320) Владимир Григорьевич разработал современные методы управления тормозами в грузовых поездах повышенного веса и длины и предложил использовать в поездах-супертяжеловесах управляемые по радио тормозные приборы и кран машиниста № 394-000-2 с дополнительным положением VА его ручки. По инициативе В. Г. Иноземцева во ВНИИЖТе была создана лабораторная база для исследования тормозов скоростных, тяжеловесных и длинносоставных поездов.
Владимир Григорьевич руководил разработкой и применением новых фрикционных (композиционных) материалов. Разработанные им тормозные колодки позволили повысить скорость движения пассажирских поездов до 160 км/ч и грузовых — до 120 км/ч, увеличить осевые нагрузки грузовых вагонов до 23-25 тс по условиям эффективности тормозных средств.
За теоретические исследования газодинамических процессов в тормозах и тепловых процессов торможения, а также за усовершенствование методов тормозных расчетов В. Г. Иноземцеву была присуждена в 1972 году ученая степень доктора технических наук.
В. Г. Иноземцевым разработаны системы автоматического регулирования тормозной рычажной передачи, управления фрикционными и электропневматическими тормозами скоростных локомотивов и контроля обрыва тормозной магистрали поезда.
Владимир Григорьевич обладатель свыше 150 свидетельств на изобретения, многие из которых внедрены на железнодорожном транспорте. Он автор и соавтор около 200 научных работ, ряда книг и вузовского учебника по тормозам железнодорожного подвижного состава. Многие его научные работы опубликованы в Германии, Бельгии, Румынии, Болгарии.

## Награды и звания
- Орден Трудового Красного Знамени
- Дважды награждён знаком «Почётному железнодорожнику»
- Почётный работник высшего профессионального образования России
- Почётный работник транспорта России
- Заслуженный деятель науки Российской Федерации
- медали